# Emmanuel Grand
Pour les articles homonymes, voir Grand.
Emmanuel Grand, né le 1966 à Versailles, est un écrivain français, auteur de romans policiers.

## Œuvres
- Terminus Belz, Paris, Éditions Liana Levi, 2013, 365 p.  (ISBN 978-2-86746-706-6)

- Pavillon rouge à La Baule, nouvelle, ill. de Pierre Place, Paris, Le Monde, coll. « Les Petits polars du Monde », 2015, 78 p.  (ISBN 978-2-361-56202-1)
- Les Salauds devront payer, Paris, Éditions Liana Levi, 2016, 378 p.  (ISBN 978-2-86746-798-1)[1],[2]

- Kisanga, Paris, Éditions Liana Levi, 2018, 392 p.  (ISBN 9791034900022)[3]

- Sur l'autre rive, Albin Michel (2021)

## Prix et récompenses
- Prix Tenebris pour Terminus Belz (2015)[4]
- Prix SNCF du polar pour Terminus Belz (2016)[5]
- Prix Interpol'art pour Les Salauds devront payer (2016)[6]
- Prix Landerneau polar pour Kisanga (2018)[6]